# Autun
Autun é uma comuna francesa na região administrativa de Borgonha-Franco-Condado, no departamento Saône-et-Loire. Estende-se por uma área de 61,53 km². Em 2010 a comuna tinha 14 199 habitantes (densidade: 230,8 hab./km²).
Era chamada de Augustoduno (em latim: Augustodunum) durante o período romano.

## História
Fundada pelos romanos como Augustoduno (em latim: Augustodunum) no início do reinado do imperador Augusto (r. 27 a.C.–14 d.C.), capital galo-romana dos éduos em substituição ao ópido de Bibracte, bispado desde a Antiguidade, Autun foi até o final do século XV uma cidade próspera e um centro cultural influente, apesar das pilhagens e invasões. Seu isolamento geográfico e a crescente concorrência de Dijon, de Chalon-sur-Saône e depois do Creusot contribuíram para seu declínio ao longo dos séculos seguintes.
Dificilmente convertida na indústria no século XIX (exploração do xisto betuminoso e do flúor), Autun experimentou no XX renovado impulso que tornou a sede de várias empresas nacionais e um dos seis liceus de defesa franceses. A cidade mantém o seu passado antigo e medieval um rico patrimônio que de fato também é um local turístico importante no coração da Borgonha.

## Personalidades da história
Roberto de Troyes foi visconde desta localidade.